# バオラム県 (ラムドン省)
バオラム県（バオラムけん、ベトナム語：Huyện Bảo Lâm / 縣保林?）は、ベトナム社会主義共和国ラムドン省の県。面積は1,465km²、人口は118,420人（2018年）である。

## 行政区画
1市鎮13社から構成される。